# Championnat de France masculin de handball 1971-1972
Navigation
Nationale 1 1970-1971 Nationale 1 1972-1973
Le championnat de France de Nationale 1 masculin 1971-1972 est le plus haut niveau de handball en France. 
Le titre de champion de France est remporté par la Stella Sports Saint-Maur. C'est leur deuxième titre de champion de France.

## Première phase
- Qualifié pour les Demi-finales
- Relégation

### Poule A
Le classement final de la Poule A est, :
|    | Équipe                        | Pts | J  | G  | N | P  | Bp  | Bc  | Diff |
| -- | ----------------------------- | --- | -- | -- | - | -- | --- | --- | ---- |
| 1  | RP Strasbourg-Meinau          | 47  | 18 | 14 | 1 | 3  | 335 | 284 | 51   |
| 2  | ASPTT Metz (P)                | 44  | 18 | 13 | 0 | 5  | 337 | 282 | 55   |
| 3  | US Ivry (T)                   | 41  | 18 | 11 | 1 | 6  | 368 | 317 | 51   |
| 4  | CSL Dijon                     | 38  | 18 | 9  | 2 | 7  | 345 | 319 | 26   |
| 5  | Carabiniers de Billy-Montigny | 37  | 18 | 9  | 1 | 8  | 349 | 338 | 11   |
| 6  | FC Mulhouse                   | 35  | 18 | 8  | 1 | 9  | 296 | 305 | -9   |
| 7  | ES Colombes                   | 34  | 18 | 8  | 0 | 10 | 283 | 277 | 6    |
| 8  | FC Sochaux                    | 32  | 18 | 6  | 2 | 11 | 322 | 360 | -38  |
| 9  | ACS Herserange (P)            | 32  | 18 | 7  | 0 | 11 | 313 | 352 | -39  |
| 10 | ASPTT Évreux (P)              | 20  | 18 | 1  | 0 | 17 | 257 | 371 | -114 |

### Poule B
Le classement final de la Poule B est, :
|    | Équipe                    | Pts | J  | G  | N | P  | Bp  | Bc  | Diff |
| -- | ------------------------- | --- | -- | -- | - | -- | --- | --- | ---- |
| 1  | Paris UC                  | 49  | 18 | 15 | 1 | 2  | 344 | 274 | 70   |
| 2  | Stella Sports Saint-Maur  | 48  | 18 | 15 | 0 | 3  | 320 | 242 | 78   |
| 3  | Stade Marseillais UC      | 39  | 18 | 10 | 1 | 7  | 321 | 301 | 20   |
| 4  | ASEA Toulouse (P)         | 38  | 18 | 9  | 2 | 7  | 318 | 277 | 41   |
| 5  | APAS Paris (P)            | 38  | 18 | 10 | 0 | 8  | 337 | 324 | 13   |
| 6  | ASP Police Paris          | 38  | 18 | 10 | 0 | 8  | 326 | 322 | 4    |
| 7  | USAM Nîmes (P)            | 32  | 18 | 6  | 2 | 10 | 223 | 265 | -42  |
| 8  | CO Billancourt            | 30  | 18 | 6  | 0 | 12 | 292 | 345 | -53  |
| 9  | ASU Lyon                  | 25  | 18 | 3  | 1 | 14 | 266 | 322 | -56  |
| 10 | Girondins de Bordeaux HBC | 23  | 18 | 2  | 1 | 15 | 227 | 302 | -75  |

## Phase finale
Les résultats de la phase finale sont, :
|  | Demi-finales             | Demi-finales             | Demi-finales | Demi-finales |                          |                          | Finale  | Finale | Finale | Finale |
|  |                          |                          |              |              |                          |                          |         |        |        |        |
|  |                          |                          |              |              |                          |                          |         |        |        |        |
|  | Stella Sports Saint-Maur | Stella Sports Saint-Maur | 21 (10)      | 16 (10)      |                          |                          |         |        |        |        |
|  | Stella Sports Saint-Maur | Stella Sports Saint-Maur | 21 (10)      | 16 (10)      |                          |                          |         |        |        |        |
|  | RP Strasbourg-Meinau     | RP Strasbourg-Meinau     | 16 (9)       | 17 (4)       |                          |                          |         |        |        |        |
|  | RP Strasbourg-Meinau     | RP Strasbourg-Meinau     | 16 (9)       | 17 (4)       | Stella Sports Saint-Maur | Stella Sports Saint-Maur | 16 (5)  | 16 (5) |        |        |
|  |                          |                          |              |              | Stella Sports Saint-Maur | Stella Sports Saint-Maur | 16 (5)  | 16 (5) |        |        |
|  |                          |                          | Paris UC     | Paris UC     | 13 (6)                   | 13 (6)                   |         |        |        |        |
|  | Paris UC                 | Paris UC                 | Paris UC     | Paris UC     | 13 (6)                   | 13 (6)                   | 17 (11) | 13 (9) |        |        |
|  | Paris UC                 | Paris UC                 |              |              |                          |                          |         | 13 (9) |        |        |
|  | ASPTT Metz ]             | ASPTT Metz ]             | 10 (5)       | 14 (6)       |                          |                          |         |        |        |        |
|  | ASPTT Metz ]             | ASPTT Metz ]             | 10 (5)       | 14 (6)       |                          |                          |         |        |        |        |

### Finale

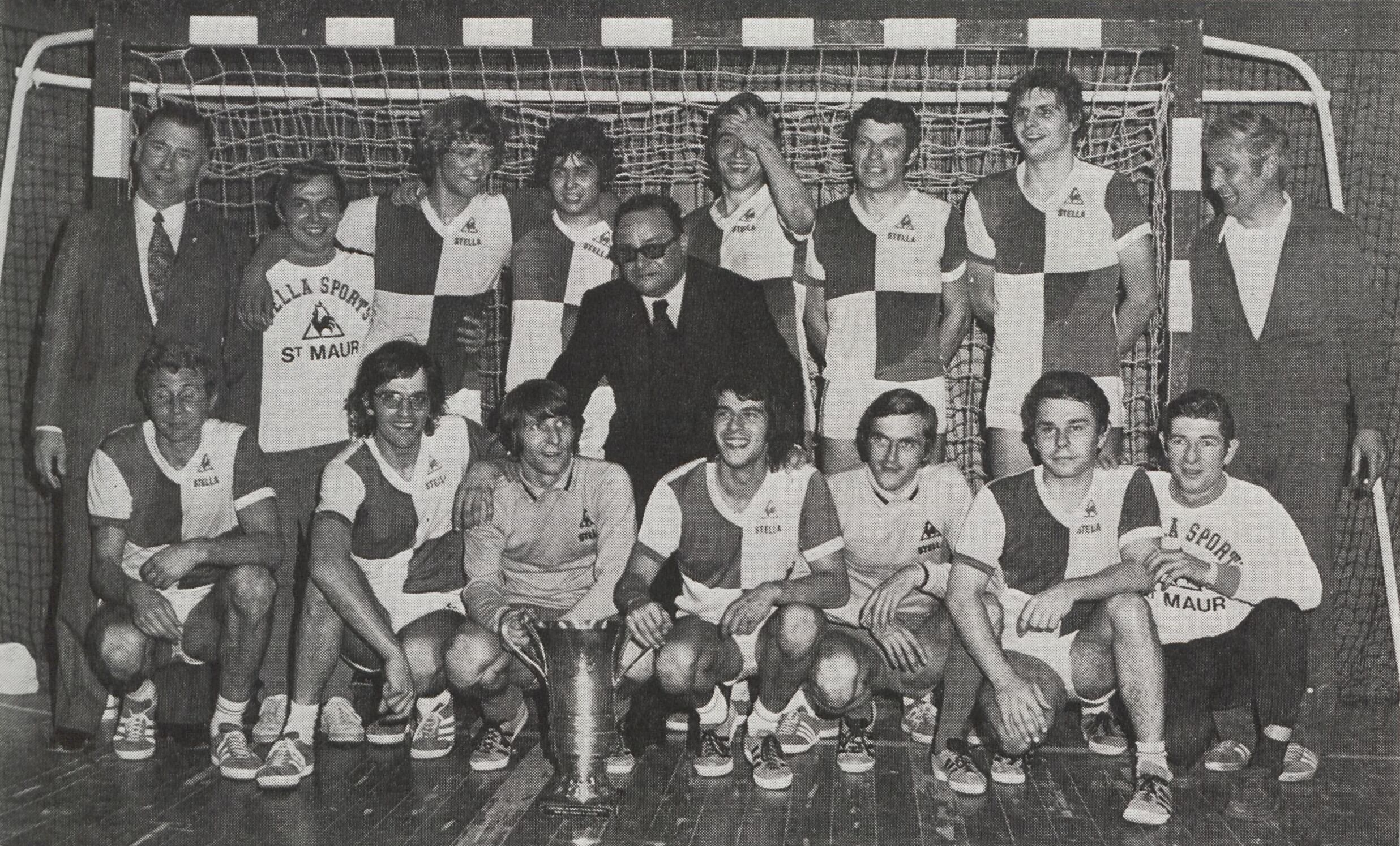
Stella Sports Saint Maur 1971/72.

Lors de la finale disputée le 3 ou 4 juin 1972 au stade Pierre-de-Coubertin, la Stella Sports Saint-Maur bat le Paris UC 16 à 13 (mi-temps 5-6) :
- Stella Sports Saint-Maur
  - Gardiens de but[4] : Jean Thiébault, Jacques Perrin,
  - Joueurs de champ : Alain Berger  (5 buts dont 2 pen.), Christian Lelarge (4 dont 2 pen.), Yves Chaplais (2), Jean-Louis Legrand (2), Guy Petit (2), Michel Caron (1), Claude Perraud, Pierre Contino, Gilbert Chapuis, Jean-Pierre Berlin, Jean-Jacques Fusey, Dominique Martin, Joël Hector
  - Entraîneur : Fernand Zaeguel
- Paris UC
  - Gardiens de but : Bonfils
  - Joueurs de champ : Orsini (4 dont 3 pen.), Druais (3), Loyer (2), Ferraud (1), Taillefer (1), Madeleine (1), Cottin (1).
  - Entraîneur : ?
- Arbitres : MM. Hugonnet et Sages

## Nationale 2
En finale du Championnat de France de Nationale 2, le Bordeaux Étudiants Club a battu l'US Altkirch 15 à 12.